# Buffalo City
För Buffalo City i Wisconsin, se Buffalo City, Wisconsin.
Buffalo City (formellt Buffalo City Metropolitan Municipality) är en kommun i Östra Kapprovinsen i Sydafrika. Den bildades år 2000 och ombildades till storstadskommun 2011. Huvudorten är East London och andra stora orter är King William's Town och Mdantsane. Östra Kapprovinsens huvudstad Bhisho är belägen i kommunen. Kommunen ligger vid Buffalo River, vilket har gett den dess namn.

## Vänorter
Buffalo Citys vänorter är:
- Gävle, Sverige
- Leiden, Nederländerna